# Amtsgericht Luckau
Das Amtsgericht Luckau war ein preußisches Amtsgericht mit Sitz in Luckau, Provinz Brandenburg.

## Geschichte
Ab 1849 bestand das Kreisgericht Luckau. Übergeordnet war das Appellationsgericht Frankfurt a. d. Oder. Im Rahmen der Reichsjustizgesetze wurden diese Gerichte aufgehoben und reichsweit einheitlich Oberlandes-, Land- und Amtsgerichte gebildet. Das königlich preußische Amtsgericht Luckau wurde mit Wirkung zum 1. Oktober 1879 als eines von zwölf Amtsgerichten im Bezirk des Landgerichtes Cottbus im Bezirk des Kammergerichtes gebildet. Der Sitz des Gerichtes war die Stadt Luckau. Sein Gerichtsbezirk umfasste den Landkreis Luckau ohne die Teile, die den Amtsgerichten Buchholz, Dobrilugk, Finsterwalde und Kirchhain zugeordnet waren. Am Gericht bestanden 1880 drei Richterstellen. Das Amtsgericht war damit ein mittelgroßes Amtsgericht im Landgerichtsbezirk. Gerichtstage wurden in Golßen gehalten.
Im Jahre 1952 wurden in der DDR die Amtsgerichte abgeschafft und stattdessen Kreisgerichte gebildet. Luckau kam zum Kreis Luckau, zuständiges Gericht war damit das Kreisgericht Luckau. Das Amtsgericht Luckau wurde aufgehoben und auch nach dem Zusammenbruch der DDR nicht neu gebildet.